# Pyramidula pusilla

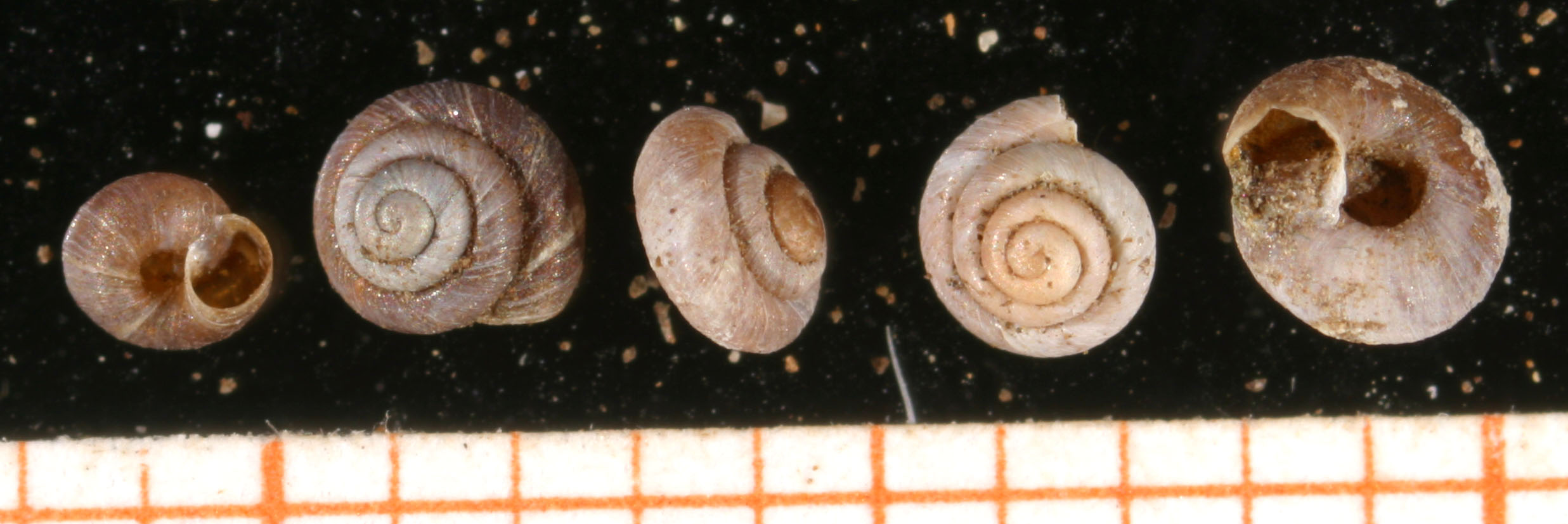
Gehäuse

Pyramidula pusilla, auch Felsen-Pyramidenschnecke ist eine Schneckenart in der Familie der Pyramidenschnecken (Pyramidulidae) aus der Unterordnung der Landlungenschnecken (Stylommatophora).

## Merkmale
Das kleine, rechtsgewundene Gehäuse ist gedrückt-kreiselförmig mit an der Peripherie gerundeten, sehr leicht geschulterten Windungen und einer tiefer Naht. Im Adultstadium sind 4½ Windungen ausgebildet. Das Gehäuse misst bis 2,95 mm in der Breite und bis 2,25 mm in der Höhe, und ist damit deutlich breiter als hoch. Die Windungen nehmen gleichmäßig zu, nur der letzte Umgang fällt geringfügig aus der Windungsachse ab. Die Mündung ist im Umriss abgeflacht quereiförmig und steht schief zur Windungsachse. Der Mundsaum ist dünn, scharf zulaufend und zerbrechlich. Er ist im Nabelbereich nur geringfügig umgeschlagen. Der Nabel ist offen und tief und nimmt etwa ein Viertel der Gehäusebreite. In manchen Populationen kann dieser Wert bis ein Drittel betragen.
Das Gehäuse ist dunkel-hornbraun bis rötlich-braun gefärbt. Bei älteren Tieren kann die Farbe schon ausgebleicht und nahezu weiß sein. Die Oberfläche weist sehr feine und
eng stehende Anwachsstreifen auf. Das Gehäuse glänzt dadurch. Das Embryonalgehäuse ist fast glatt.
Im männlichen Trakt des Genitalapparates dringt der Samenleiter apikal in den Epiphallus ein. Am Übergang vom Epiphallus zum Penis ist ein kleiner sackförmiger Appendix ausgebildet. Der Penis ist vergleichsweise kurz. Der Penisretraktormuskel setzt etwa in der Mitte des Epiphallus an. Im weiblichen Trakt ist der freie Eileiter etwa doppelt so lang wie die Vagina. Die Spermathek ist klein und länglich-elliptisch in der Form. Sie sitzt auf einem kurzen Stiel. Die Eiweißdrüse ist länglich-eiförmig.

## Ähnliche Arten
Pyramidula rupestris ist verglichen mit Pyramidula pusilla mehr hochkonisch und deutlich höher als breit, oder nur sehr geringfügig breiter als hoch. Die Umgänge sind an der Peripherie stärker gewölbt. Der Mundsaum ist im Spindelbereich umgeschlagen.

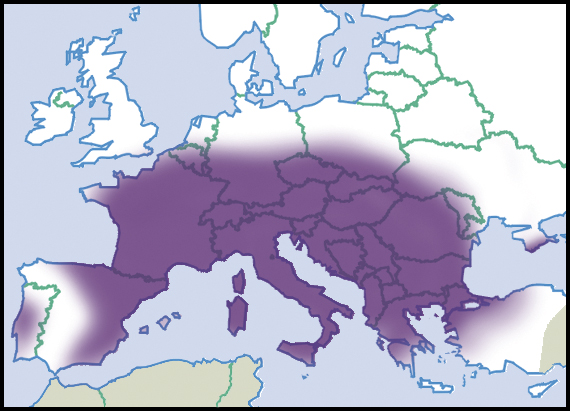
Verbreitung von Pyramidula pusilla in Europa (nach Welter-Schultes)

## Geographische Verbreitung und Lebensraum
Die Felsen-Pyramidenschnecke hat ein riesiges Verbreitungsgebiet, das fast ganz West- und Mitteleuropa umfasst. Im Nordosten reicht das Verbreitungsgebiet bis ins Baltikum, im Süden wohl bis Nordafrika und im Südosten bis in die Osttürkei und den Nahen Osten. Auf der Krim gibt es ein isoliertes Vorkommen.
In Deutschland ist sie hauptsächlich im Südwesten beheimatet, als nördlichste Vorkommen in Deutschland gelten das Hönnetal im Sauerland, der Ith und Thüringen.
Die Felsen-Pyramidenschnecke lebt auf trockenen, exponierten Kalkfelsen und Mauern. Sie verstecken sich in Ritzen und Spalten, und kriechen bei feuchter Witterung auf der Oberfläche umher. Sie ist an kalkhaltige Böden gebunden. In den Alpen steigt sie bis auf 3000 m über NN an. 

## Lebensweise
Die Fortpflanzung findet im Sommer statt. Die Tiere sind ovovivipar, d. h. die wenigen (3 bis 7, meist 4 bis 6) Eier werden in der Mantelhöhle zurückgehalten, bis die Jungtiere schlüpfen und einzeln aus der Mantelhöhle kriechen. Die Jungtiere haben ein Gehäuse mit einem Durchmesser von 0,8 mm und 1,5 Windungen. 
Die Tiere weiden auf den Gesteinsoberflächen endolithische Flechten ab. Aufgrund der geringen Größe werden die Tiere häufig durch Vögel verfrachtet. Auch anthropogene Verschleppung durch Werk- und Natursteine, an denen die Tiere angeheftet sind, kommt häufig vor.

## Taxonomie
Nach Welter-Schultes ist der Name mit diesem Autor nicht verfügbar, da die Arbeit von Vallot eine interne Prüfungsarbeit war, die deshalb nicht für den wissenschaftlichen Gebrauch verfügbar ist.

## Gefährdung
Die Felsen-Pyramidenschnecke steht in der Roten Liste gefährdeter Tierarten in der Vorwarnstufe.

## Anmerkung
1. ↑  Der Name Felsen-Pyramidenschnecke wird auch für die nahe verwandte Art Pyramidula rupestris verwendet.